# Chalepoxenus tramieri
Chalepoxenus tramieri é uma espécie de formiga da família Formicidae.
É endémica de Marrocos.